# The Entertainer

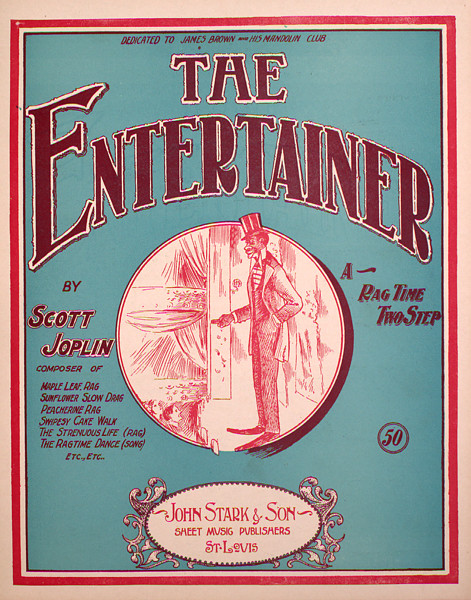
Carátula original publicada por John Stark & Son en 1902.

The Entertainer: a rag-time two step es un ragtime de 1902 compuesto por Scott Joplin y publicado por John Stark & Son. Fue elevado a un lugar prominente como parte del renacimiento del ragtime en los años 70 cuando fue usado en la banda sonora de la película El golpe, ganadora de un Premio Óscar en 1973. La adaptación de Marvin Hamlisch llegó a alcanzar el número 3 en el Billboard Hot 100 en 1974. Irónicamente, el ragtime de Scott Joplin no fue muy popular durante los años 30, la época en la que se ambienta la película.
"The Entertainer" fue subtitulada como "Un ragtime en dos pasos", que era la forma de este baile popular aproximadamente hasta 1911 y un estilo que era común entre los ragtime escritos en ese tiempo. Está escrita en la tonalidad de Do mayor, con una modulación en el compás 55 a Fa mayor, tras lo que se regresa a la tonalidad original. La pieza estructuralmente sigue la forma A-A-B-B-A-C-C-D-D, con indicaciones en la melodía para ser ejecutado una octava más alta en las repeticiones.
Sugerido por la dedicación al ragtime del Club de Mandolina, el autor Rudi Blesh escribió que «algunas melodías recuerdan las recolecciones y los trémolos rápidos de los pequeños instrumentos de plectro de cuerda de acero...».